# Орехово (Струго-Красненский район)
Оре́хово — деревня в Струго-Красненском районе Псковской области России. Входит в состав сельского поселения «Марьинская волость».

## География
Находится на северо-востоке региона, в северной части района, в лесной местности на руч. Завистский.
Уличная сеть не развита.

## История
В 1863 г. и в 1875 г. значится пустошь Орехово Лужского уезда.
- 01.03.1917 31.01.1923 Кочегощский сельсовет Яблонецкая волость Лужский уезд
- 01.02.1923 31.07.1927 Кочегощский сельсовет Струго-Красненская волость Лужский уезд
- 01.08.1927 31.10.1928 Кочегощский сельсовет Струго-Красненский район Лужский округ
- 01.11.1928 30.06.1930 Сковородненский сельсовет Струго-Красненский район Лужский округ
- 01.07.1930 28.02.1935 Сковородненский сельсовет Струго-Красненский район
- 01.03.1935 — 31.08.1940 Сковородненский сельсовет Струго-Красненский район Псковский округ
- 01.09.1940 — 31.07.1944 Сковородненский сельсовет Струго-Красненский район
- 01.08.1941-31.01.1944 Германская оккупация
- 01.08.1944 Передана в Псковскую область[3]

Согласно Закону Псковской области от 28 февраля 2005 года деревня Орехово вошла в состав образованного муниципального образования Сиковицкая волость.
До апреля 2015 года деревня Орехово входила в Сиковицкую волость.
В соответствии с Законом Псковской области от 30 марта 2015 года № 1508-ОЗ деревня Орехово, вместе с другими селениями упраздненной Сиковицкой волости, вошла в состав образованного муниципального образования «Марьинская волость».

## Население
| 2001 | 2002 | 2010 | 2011 |
| ---- | ---- | ---- | ---- |
| 2    | ↗4   | ↘1   | →1   |

## Инфраструктура
В 1931-41 гг. — латышский колхоз «Яунайс-Цельш» («Новый путь»), в 1944-50 гг. — колхоз «Орехово», с 1950 г. — бригада Орехово колхоза «Первомайский». Молочнотоварная ферма Орехово колхоза «Первомайский» (1956, 1961). Кузницы (1941, 1948).
Почтовое отделение, обслуживающее д. Орехово, — 181114; расположено в бывшем волостном центре д. Сиковицы.

## Транспорт
Просёлочная лесная дорога.